# نيوتن سانتوس دي أوليفيرا
نيوتون سانتوس دي أوليفيرا (مواليد 24 يوليو 1976 في ريو دي جانيرو، البرازيل) هو لاعب كرة قدم لبناني مجنس سابق كان يلعب كمهاجم. اعتزل اللعب عام 2007 مع بورتوغيزا-ريو دي جانيرو. مثل منتخب لبنان لكرة القدم في كأس آسيا 2000.

## روابط خارجية
- نيوتن سانتوس دي أوليفيرا على موقع قاعدة بيانات كرة القدم.إي يو (الإنجليزية)
- نيوتن سانتوس دي أوليفيرا على موقع ناشيونال فوتبول تيمز (الإنجليزية)